# Valentina (chanteuse)
Pour les articles homonymes, voir Valentina (homonymie).
Valentina Tronel, plus connue sous le mononyme Valentina, est une chanteuse française née le 6 avril 2009 à Rennes,.
Après une participation au télé-crochet The Voice Kids sur TF1, elle est membre des Kids United Nouvelle Génération entre 2018 et 2021. Elle remporte le Concours Eurovision de la chanson junior 2020 en Pologne avec la chanson J'imagine.

## Biographie

### Famille et formation
Valentina est née à Rennes, en Ille-et-Vilaine  (Bretagne). Elle doit son prénom à sa mère, qui est professeure d'italien,. Son père est agent immobilier. Elle a aussi un frère aîné qui a deux ans de plus nommé Alexandre.

### The Voice Kidset Kids United Nouvelle Génération
En 2016, Valentina participe à la quatrième saison du télé-crochet The Voice Kids (diffusée sur TF1 en 2017) avec la chanson Tra te e il mare de Laura Pausini, mais le jury ne se retourne pas lors des auditions à l'aveugle. Elle est la benjamine de cette saison,, âgée seulement de 7 ans lorsqu'elle s'inscrit au concours. La diffusion de l'émission a lieu le 2 septembre 2017,.

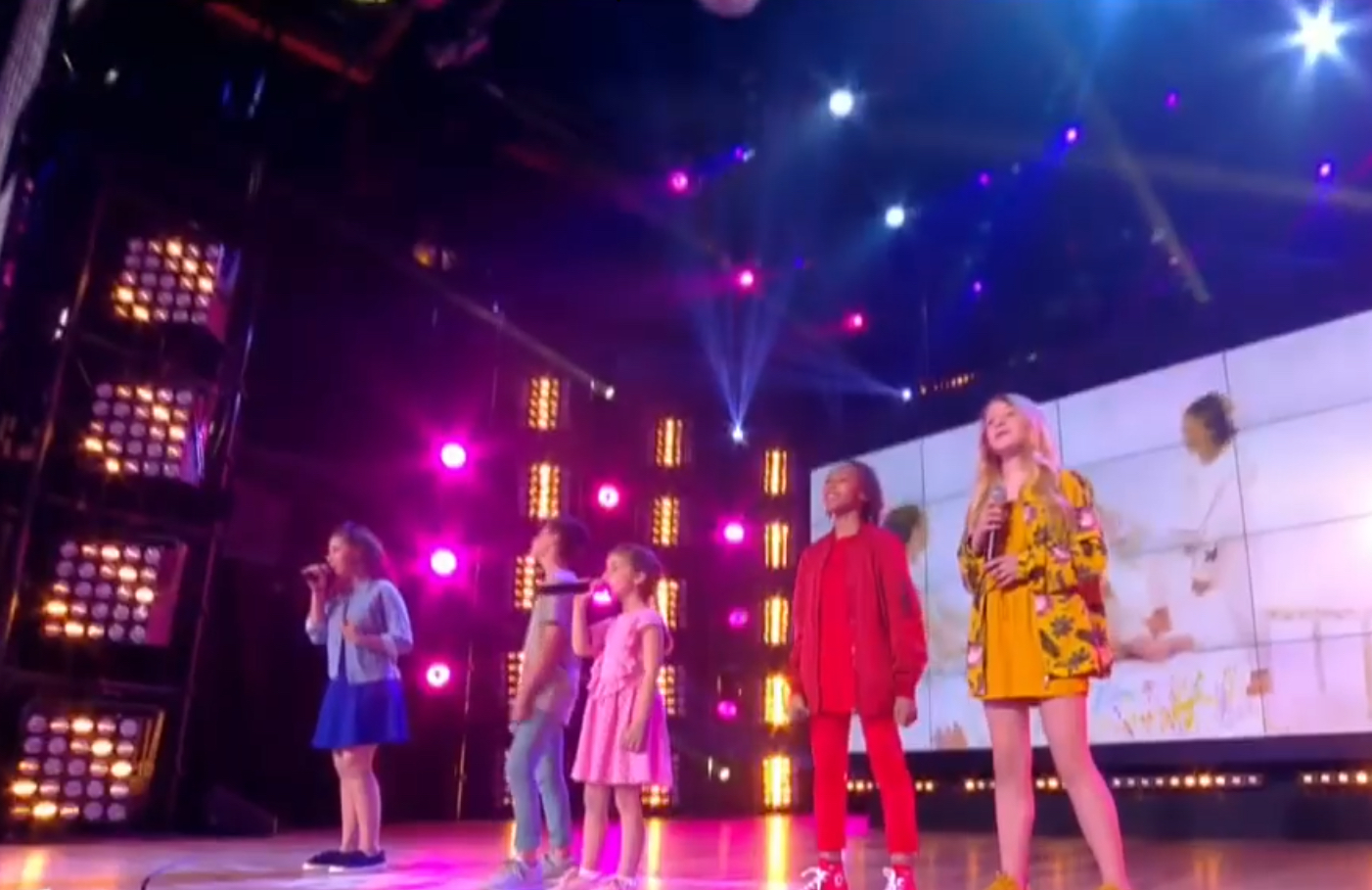
Les Kids United nouvelle génération en 2018.

Selon Le Figaro, c'est grâce à sa prestation dans The Voice Kids qu'elle se voit proposer une place au sein de la nouvelle troupe des Kids United. Selon Valentina, c'est en répondant à une annonce de casting sur Internet qu'elle entre dans le groupe.
Valentina intègre le groupe des Kids United, renommé Kids United Nouvelle Génération en mai 2018, et enregistre deux albums studio avec eux : Au bout de nos rêves (sorti en août de la même année), qui devient disque de platine et L'Hymne de la vie (sorti en novembre 2019), qui devient disque d'or lors du week-end féérique à Disneyland Paris le 7 février 2020. En 2019, les Kids United Nouvelle Génération partent en tournée dans toute la France. Ainsi, les 23 et 24 mars 2019, reçus au dôme de Paris, ils reçoivent leur disque de platine. Mais le groupe disparaît en 2021, après l'annulation de tous leurs concerts en raison de la pandémie de coronavirus.
Valentina décide alors de se lancer dans une carrière solo en sortant son premier disque en septembre 2021. La même année, elle sort son premier agenda, puis son deuxième en novembre 2023.

### Concours Eurovision de la chanson junior 2020
Le 9 octobre 2020, France Télévisions annonce avoir choisi Valentina avec une chanson nommée J'imagine pour représenter la France au Concours Eurovision de la chanson junior organisé à Varsovie (Pologne) le 29 novembre,,. Le 16 octobre, la chanson sort en single accompagnée de son clip vidéo,. En mai 2024, le clip enregistre quelque 30 millions de vues sur YouTube.
Le 29 novembre 2020, Valentina remporte l'Eurovision junior avec 200 points, devant les candidats du Kazakhstan (152 points) et de l'Espagne (133 points). C'est la première victoire de la France au concours,.

### Carrière
Après sa victoire à l'Eurovision Junior, Valentina décide de poursuivre sa carrière de chanteuse, désormais seule. Dès juin 2021, elle reprend la chanson Y'a pas que les grands qui rêvent de Melody.
Son premier album solo, intitulé Plus loin qu'un rêve, sort le 10 septembre 2021. L'album se classe à la 24e position du Snep. Plusieurs artistes collaborent à ce premier album tel le chanteur Amir, auteur d'une chanson en hommage au grand-père de Valentina.
En août 2022, elle reprend la chanson Maybe You're the Problem d'Ava Max et en réalise un clip. Près d'un an plus tard, elle réalise un nouveau single, intitulé En vrai, également accompagné d'un clip. À l'approche de décembre, Valentina publie un album de Noël, La magie de Noël, l'album se classe à la 45ème position du Snep. Cet album contient quelques grands classiques français de Noël comme Petit papa Noël, Mon beau sapin et des chansons plus récentes comme Last Christmas, qu'elle chante avec Petar et Viki, eux-mêmes chanteurs de l'Eurovision Junior.
En juin 2024, elle produit un nouveau single, Pas d'après, et tourne un clip sur les paroles de la chanson.
Depuis le début de sa carrière solo, Valentina se produit à plusieurs reprises sur scène. Elle aime donner des rendez-vous à ses fans et chante plusieurs de ses chansons dans des centres commerciaux en France. Elle apparaît en outre dans plusieurs concerts, le plus souvent organisés sous l'égide de l'UNICEF en compagnie d'autres gagnants de l'Eurovision Junior comme Lissandro ou Zoé Clauzure. Elle participe à plusieurs émissions télévisées et est régulièrement invitée au Gu'live pour des interviews humoristiques.
En décembre 2024 elle part quelques jours à New-York où elle se produit au Centre Commerciale Westfield Garden State Plaza en chantant des chansons de Noël comme Last Christmas de Wham… 
Le 14 février 2025, elle sort son 3e album studio avec ses titres comme Pas d’après ou Dis le moi après Plus loin qu’un rêve et La magie de Noël

## Style musical et influences
Valentina chante dans un style de musique pop revisité selon son goût et sa voix. Elle chante essentiellement en français mais elle reprend aussi plusieurs titres américains, comme naguère les Kids United. Elle reprend également un titre de la chanteuse italienne Laura Pausini, que sa mère apprécie. Il s'agit de la chanson Tra te e il mare qu'elle enregistre sur son album Plus loin qu'un rêve  après l'avoir déjà chantée lors de son audition à l'aveugle à The Voice Kids en 2016,.
Elle prête à deux reprises sa voix pour le personnage de Liberty dans les deux films d'animation La Pat' Patrouille, le film et La Pat' Patrouille : La Super Patrouille, le film.

## Discographie

### Singles
- 2020 : J'imagine
- 2021 : Y'a pas que les grands qui rêvent[29]
- 2022 : Où es-tu là
- 2022 : Problème
- 2022 : All I Want for Christmas Is You
- 2023 : Last Christmas (feat. Viki Gabor & Petar Aničić)
- 2023 : La magie de Noël
- 2023 : En vrai
- 2024 : Pas d’après
- 2024 : Dis-le moi
- 2024 : L'amour c'est pour les autres
- 2025:  T’es pas là

## Émissions télévisées
- 2017 : The Voice Kids (saison 4) — candidate.
- 2020 : Concours Eurovision de la chanson junior — gagnante.
- 2022 : Concours Eurovision de la chanson junior — porte-parole
- 2023 : Tout le monde veut prendre sa place — candidate
- 2023 : Tous en cuisine Menus de fêtes avec Cyril Lignac — participante
- 2024 : Concours Eurovision de la chanson junior — commentatrice

## Doublage
- 2021 : La Pat' Patrouille, le film : Liberty
- 2022 : Le Petit Nicolas : Tous en vacances : interprète du générique original
- 2023 : La Pat' Patrouille : La Super Patrouille, le film : Liberty